# Magnetyzm zwierzęcy
Magnetyzm zwierzęcy, „uniwersalny fluid” – hipotetyczna „siła magnetyczna”, w której Franz Anton Mesmer widział możliwość oddziaływania lekarza na pacjenta w czasie rozwiniętych w końcu XVIII wieku praktyk terapeutycznych, nazywanych mesmeryzmem. W 1784 roku komisje lekarskie w Paryżu i Berlinie potępiły mesmeryzm jako metodę pozbawioną podstaw naukowych (pseudonauka), jednak budził on duże zainteresowanie do końca XIX wieku. Uważa się, że stał się źródłem teorii hipnozy i hipnologii (zob. też trans).
Jan de Baudouin de Courtenay napisał w pracy pt. Rzut oka na mesmeryzm, czyli system wzajemnych wpływów i skutków objaśniający teorię i praktykę magnetyzmu zwierzęcego (Warszawa, 1820):

… [istnieje] między ciałami niebieskimi, Ziemią i żyjącymi na niej jestestwami wpływ istnie zobopólny. Środek, czyli nośnik, tego wpływu jest delikatnie rozlana ciekłość (fluide, eter Newtona), która wszystkie przenika istoty i zdolna jest przyjąć każde ruchu wrażenie, one rozpościerać i udzielać. Ten skutek się dzieje według praw mechanicznych, ale dotychczas nie znanych. (…) Ów delikatny i niewidzialny powietrza strumień działa bezpośrednio na nerwy, do których się wciela i sprawuje w ludzkim ciele zjawienia podobne do skutków magnesu. (…) Działa on na znaczną odległość bez pomocy pośredniczego ciała (actio in distans), jak światło odbija się od zwierciadła (…) Animalnym magnetyzmem można (…) uleczyć (…) choroby nerwowe…

Mesmeryzmem byli zainteresowani liczni inni lekarze i artyści-romantycy, np. Carl Gustav Carus, Antoni Malczewski, James Braid, Ambroise-Auguste Liébeault, Werner J. Meinhold (również Heinrich Himmler i in).
W Polsce cieszył się olbrzymim powodzeniem, szczególnie na Litwie, w 19 wieku.